# Cratere Abel
Abel è un cratere lunare intitolato al celebre matematico norvegese Niels Henrik Abel; si trova all'estremo sudorientale dell'emisfero rivolto verso la Terra. È situato a sud del cratere Barnard, nella parte nordorientale del Mare Australe.
Il rilievo che delimita il perimetro del cratere ha una forma irregolare e fortemente distorta, e mostra le tracce di numerosi impatti più recenti. Il cratere 'Abel A' si sovrappone al principale sul lato sud, mentre 'Abel M' ed 'Abel L'ne invadono parte della parete ovest.
La parete orientale del cratere è stata rimodellata da colate laviche successive alla formazione del cratere; per questo motivo questa regione di superficie è relativamente liscia e regolare e la sua albedo è particolarmente bassa. Si può tuttavia ancora intravedere, in direzione nordest, un antico cratere che aveva interessato parte della parete nordorientale. La superficie della parete occidentale è più irregolare e la sua albedo è prossima a quella dei territori circostanti.

## Crateri correlati
Alcuni crateri minori situati in prossimità di Abbe sono convenzionalmente identificati, sulle mappe lunari, attraverso una lettera associata al nome.
| Abel | Coordinate            | Diametro (in km) |
| ---- | --------------------- | ---------------- |
| A    | 36°18′36″S 85°48′00″E | 27,83            |
| B    | 36°43′12″S 82°36′00″E | 41,55            |
| C    | 36°07′48″S 81°24′36″E | 36,84            |
| D    | 37°40′12″S 86°27′00″E | 27,9             |
| E    | 37°32′24″S 84°26′24″E | 14               |
| J    | 36°12′00″S 79°52′12″E | 18,76            |
| K    | 34°41′24″S 77°27′36″E | 9,94             |
| L    | 34°33′00″S 82°23′24″E | 54,13            |
| M    | 32°22′48″S 83°31′12″E | 91,01            |